# Letnierieczenskij
Letnierieczenskij (ros. Летнереченский) – osiedle w Rosji, w Karelii, w rejonie biełomorskim. W 2010 liczyło 1780 mieszkańców.